# Sante da Urbino
Sante da Urbino, al secolo Giansante Brancorsini (Montefabbri, 1343 – Mombaroccio, 1394), è stato un religioso italiano dell'Ordine dei frati minori. Fu beatificato, per equipollenza, da papa Clemente XIV nel 1770.

## Biografia

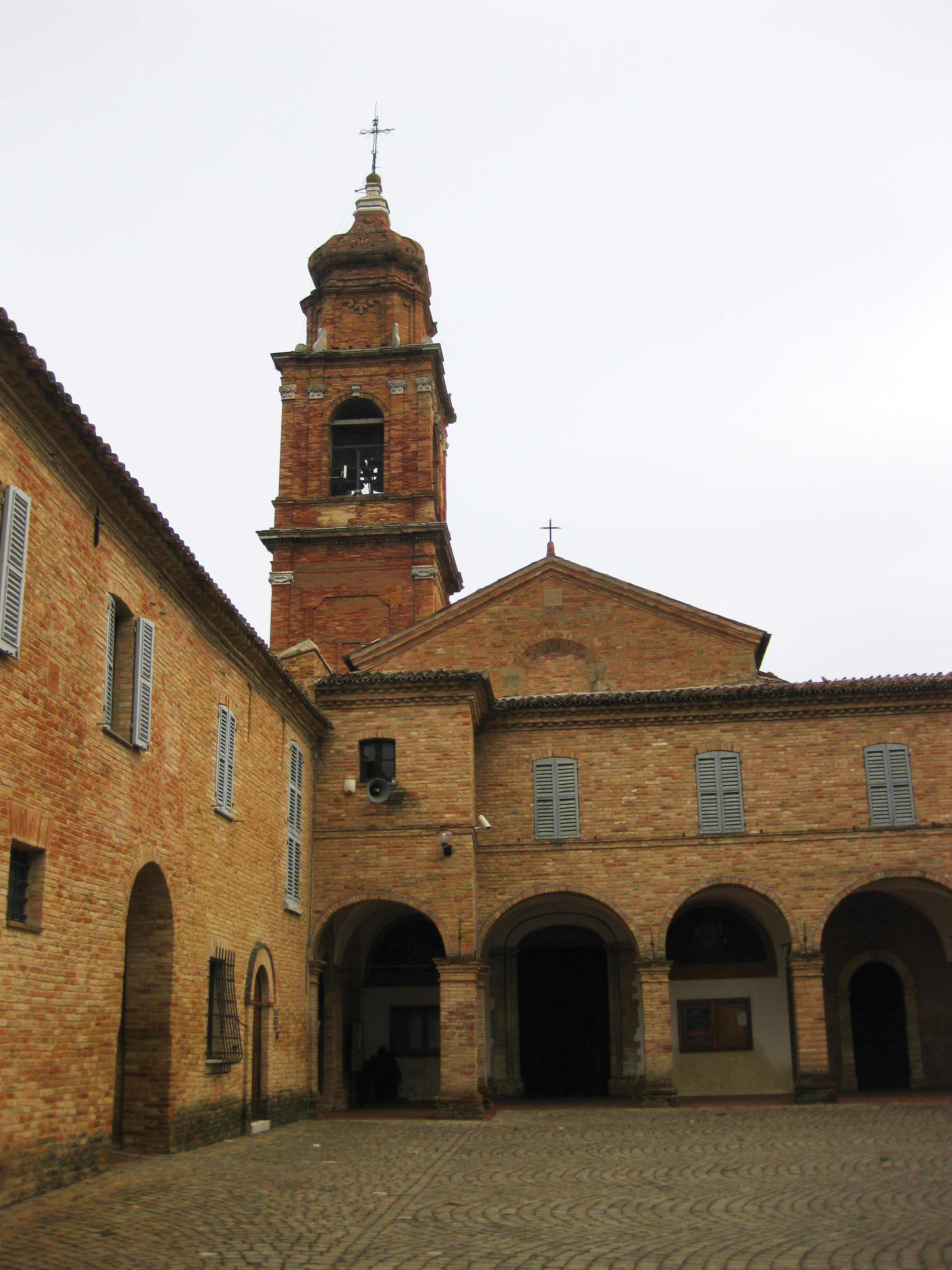
Il convento del Beato Sante

Nacque a Montefabbri da Giandomenico Brancorsini (di nobile famiglia) ed Eleonora Ruggeri. Frequentò i corsi di grammatica e diritto a Urbino, ma non concluse gli studi e intraprese la carriera militare.
In seguito all'uccisione accidentale di un famigliare, si ritirò come frate converso nel convento di Santa Maria di Scotaneto, presso Mombaroccio, distinguendosi per la vita di preghiera e penitenza: fu anche maestro dei novizi.
In spirito di espiazione, pregò affinché potesse soffrire i dolori che aveva provocato al parente di cui aveva causato la morte: sulla sua gamba destra comparve una piaga ulcerata da cui non guarì mai.
Amava gli uffici umili, prediligeva i bambini, e operava prodigi con la sua crocetta.

## Culto
Nel 1769 Domenico Monti, arcivescovo di Urbino, fece la ricognizione delle reliquie del beato Sante e le depose sotto l'altare della cappella a lui dedicata.
Il suo culto fu confermato da papa Clemente XIV l'11 agosto 1770 e il 22 settembre 1822 il culto fu esteso alle diocesi di Pesaro, Urbino e Fano.
Il suo elogio si legge nel Martirologio romano al 14 agosto.